# Kwisatz Haderach
Nel ciclo di Dune dello scrittore Frank Herbert, il Kwisatz Haderach è una figura messianica dotato di poteri di preveggenza e in grado di utilizzare la completa memoria genetica di tutti i suoi antenati.
Il termine, nel significato di "colui che abbrevia la strada", è applicato dalla sorellanza delle Bene Gesserit all'essere sconosciuto per cui hanno portato avanti da generazioni il loro programma genetico: un maschio Bene Gesserit i cui poteri mentali organici possono piegare il tempo e lo spazio (da qui l'altro appellativo "colui che può essere in molti luoghi contemporaneamente").
Il termine deriva originariamente dall'ebraico (קְפִיצַת הַדֶּרֶךְ, probabilmente originariamente Qəp̄îṣáṯ hadDéreḵ, ebraico standard Qəfiẓat haDéreḫ, comunemente Kfitzat haDérech) e letteralmente significa "salto nel cammino", una forma ebraica arcaica dell'equivalente espressione "scorciatoia".

## La storia
La sorellanza delle Bene Gesserit spera di produrre una Reverenda madre maschio con poteri assoluti di preveggenza, in grado cioè di predire tutti i possibili futuri e di causare l'avverarsi di alcuni di essi tramite l'attenta manipolazione delle azioni proprie e altrui, oltre al vedere cosa accade in tutti i luoghi nel presente. La sorellanza conta di utilizzarlo per rafforzare il proprio potere fra gli altri attori dell'Impero.
Il programma delle Bene Gesserit ha successo, in modo inaspettato e con una generazione d'anticipo, con la nascita di Paul Atreides, che però si rivela incontrollabile; contrariamente alle attese, la posizione della sorellanza ne risulta alquanto indebolita.
La madre di Paul, Lady Jessica era segretamente figlia del barone Vladimir Harkonnen ed era stata allevata dalla sorellanza appositamente per diventare concubina del duca Leto Atreides. Jessica aveva istruzioni di concepire una figlia, in modo che questa avrebbe poi sposato Feyd-Rautha, nipote del barone Vladimir Harkonnen, chiudendo la vecchia faida fra la Casa Atreides e la Casa Harkonnen e producendo il Kwisatz Haderach. Jessica però, innamorata del Duca, contravviene agli ordini del Bene Gesserit e sceglie di dare al duca Leto un figlio maschio. Paul Atreides è destinato a diventare imperatore dell'universo conosciuto e a influenzare la storia per i millenni a venire. La disobbedienza di lady Jessica è per la sorellanza un atto gravissimo (nei secoli a venire, il comportamento di una Bene Gesserit che sceglie l'amore alle istruzioni dell'ordine viene conosciuto come "il crimine di Jessica").
A causa di quanto avvenuto con Paul e successivamente con suo figlio Leto II (l'imperatore-dio di Dune), le Bene Gesserit sono terrificate all'idea di produrre accidentalmente un altro Kwisatz Haderach. Per evitare questo, le Bene Gesserit inducono le avversarie Matres Onorate a distruggere la maggior parte della discendenza di Leto II, la cui preveggenza ha fissato la strada dell'umanità su un sentiero definito.
Il Bene Tleilax afferma di aver cresciuto un proprio Kwisatz Haderach. I Tleilaxu si sono però scontrati con lo stesso problema delle Bene Gesserit: non sono stati in grado di controllare la loro creazione, che alla fine ha commesso suicidio.
Apparentemente in passato le Bene Gesserit hanno provato altre volte ad ottenere un Kwisatz Haderach: fra i tentativi falliti l'unico di cui si è a conoscenza è il conte Hasimir Fenring, scartato in quanto eunuco genetico, ma comunque dotato di molte abilità dovute al suo patrimonio genetico.